# Казанские (деревня)
 Казанские  — опустевшая деревня в Санчурском муниципальном округе Кировской области.

## География
Расположена на расстоянии примерно 11 км по прямой на запад-северо-запад от райцентра поселка Санчурск.

## История
Известна была с 1939 года как выселок Казанский, в 1950 уже деревня Казанская, где хозяйств 24 и жителей 99, в 1989 11 жителей . С 2006 по 2019 год входила в состав Сметанинского сельского поселения.

## Население
Постоянное население не было учтено как в 2002 году, так и в 2010.